# Charles Austin
Charles Austin (Bay City, 19 de dezembro de 1967) é um atleta norte-americano, o qual conquistou a medalha de ouro no salto em altura nos Jogos Olímpicos de Verão de 1996, em Atlanta, onde estabeleceu um recorde olímpico.